# Сан-Франсишку-да-Серра
Сан-Франсишку-да-Серра (порт. São Francisco da Serra)  —  район (фрегезия) в Португалии,  входит в округ Сетубал. Является составной частью муниципалитета  Сантьягу-ду-Касен. По старому административному делению входил в провинцию Байшу-Алентежу. Входит в экономико-статистический  субрегион Алентежу-Литорал, который входит в Алентежу. Население составляет 890 человек на 2001 год. Занимает площадь 51,53 км².